# Pol Llonch Puyaltó
Pol Llonch Puyaltó (Barcelona, 7 d'octubre del 1992) és un futbolista català que juga com a migcampista. Actualment milita a la SD Ponferradina.
Llonch va jugar als equips inferiors del CE Europa i CE L'Hospitalet. Amb aquest darrer club va jugar tres temporades i el 2014 va canviar per jugar al segon equip de RCD Espanyol. L'agost del 2015 va fitxar pel Girona FC amb la carta de llibertat. Entre el gener del 2017 i el juliol del 2018 va jugar pel Wisła Kraków. El maig del 2018 va signar un contracte per tres temporades amb el club neerlandès Willem II.